# Regalmspitze
Il Regalmspitze  (anche Regalpspitze ) è una montagna di 2 253 m sul livello del mare, meno conosciuta nei Monti del Kaiser nelle Alpi Calcaree Nordtirolesi. Quando si parla di Regalmwand (anche Regalpwand), si intende la cima sussidiaria alta 2 227 m della Regalmspitze a ovest. A nord-est del Regalmspitze si trova un'altra cima sussidiaria, la Regalmturm alta 2 226, che si erge ripida dalla cresta a un'altezza di circa 80 metri.

## Geografia
Il Regalmspitze e le sue cime sussidiarie si ergono nella parte orientale dei Monti del Kaiser, spesso chiamati anche Ostkaiser. Si trovano leggermente a est del Kleiner Törl e a ovest della più alta e famosa Ackerlspitze. La Regalmspitze forma l'angolo meridionale della cresta principale dell'Ostkaiser. Sul versante occidentale, la cresta dalla cima si collega tramite la Regalmwand alla Törlwand; sul versante nord-orientale, la cresta continua tramite la Regalmturm fino alla Westliche Hochgrubachspitze. Visto da sud, ad esempio da Going, l'Ostkaiser forma un famoso scenario montano e si può vedere anche la Regalmspitze. La montagna appartiene al comune di Kirchdorf in Tirol in Tirolo.

## Alpinismo

### Punti di accesso
A causa della sua impegnativa salita, il Regalmspitze è una delle cime meno conosciute e raramente scalate del Wilder Kaiser. La via normale può essere tentata solo da alpinisti esperti con passo sicuro, assenza di vertigini e agilità in salita. L'accesso avviene solitamente da sud, dal rifugio Gaudeamus o dal rifugio Ackerl, lungo il sentiero segnalato Gildensteig , superando il Wildererkanzel e poi attraverso numerosi tornanti fino alla targa commemorativa a sud sotto il Kleiner Törl (Piccolo Törl). Dalla Wochenbrunner Alm ci vogliono circa 2 ore e mezza. L'accesso è possibile anche da nord, dalla Griesner Alm nella valle Kaiserbachtal, passando per il rifugio Fritz-Pflaum e il Kleine Törl fino alla targa commemorativa, impiegando circa un'ora e mezza.

### Via normale
Presso la suddetta targa commemorativa si dirama la via normale, segnalata ma non assicurata, per la Regalmwand. Il percorso conduce su ghiaioni fino a un canalone roccioso, lo attraversa e poi prosegue su ghiaioni e brevi gradini di roccia (livello di difficoltà UIAA I) fino alla forcella tra la Regalmwand e il Regalmspitze. Lì si deve superare la parete verticale alta 5 m (livello di difficoltà II). Da lì, il percorso prosegue facilmente su facili rocce fino alla cima della Regalmwand (senza croce di vetta, ma con guida). Tempo necessario: circa 45 minuti.
Il percorso verso la cima più alta, il Regalmspitze, prosegue scendendo lungo uno stretto camino, aggirando un tratto fragile sul versante sud e scendendo lungo un canalone appiccicoso. Oltre il punto più basso tra la parete della Regalm e la cima (intaglio), si risale un canalone appiccicoso fino al punto più alto del Regalmspitze (grado di difficoltà II, costante).

### Percorsi alternativi
Ulteriori salite sono possibili dal Griesener Kar (grado di difficoltà I, soggetto a caduta massi) e da est dalla Regalmscharte (grado di difficoltà III, buona roccia) .

## Il Regalmturm
Il Regalmturm è accessibile solo ad alpinisti esperti con capacità di arrampicata e un buon senso dell'orientamento, ed è raramente scalata. La via normale (IV-) conduce dalla Regalmscharte alla vetta, attraversando prima il Griesener Kar e poi salendo ripidamente per ghiaioni e rocce fino alla Regalmscharte. In alternativa, è possibile deviare a sinistra dalla via normale per la Hochgrubachspitze occidentale sotto lo Schönwetterfensterl e raggiungere l'intaglio attraverso canaloni e rocce molto fragili. La salita alla vetta inizia circa 20 m a est sotto l'intaglio e si snoda in circa tre tiri, prima lungo la parete est, poi lungo la parete sud fino al punto più alto.